# Dee Murray
Dee Murray (3. april 1946 – 15. januar 1992) var en engelsk bassist, bedst kendt som medlem af Elton Johns band.
Murray blev født David Murray Oates i London i 1946. Før han kom til Elton John, blev han og trommeslageren Nigel Olsson medlemmer af Spencer Davis Group fra 1968 til 1970. Murray blev medlem af Elton John og spillede i flere af hans album, herunder Tumbleweed Connection (1970), Honky Château (1972), Don't Shoot Me I'm Only the Piano Player (1973), Goodbye Yellow Brick Road (1973), Caribou (1974), Captain Fantastic and the Brown Dirt Cowboy (1975), Jump Up! (1982), Too Low for Zero (1983) og Breaking Hearts (1984).
Efter at have kæmpet med hudkræft i en årrække, døde Murray i Nashville, Tennessee, efter at have lidt et slagtilfælde i 1992, han var 45 år.